# راي إل. اغبرت
راي إل. اغبرت (بالإنجليزية: Rae L. Egbert)‏ هو سياسي أمريكي، ولد في 15 أغسطس 1891 بجزيرة ستاتن في الولايات المتحدة، وتوفي في 11 مايو 1964 في الولايات المتحدة. حزبياً، نشط في الحزب الديمقراطي. وقد انتخب عضو مجلس ولاية نيويورك.